# اقتطاع الأطر الداكنة

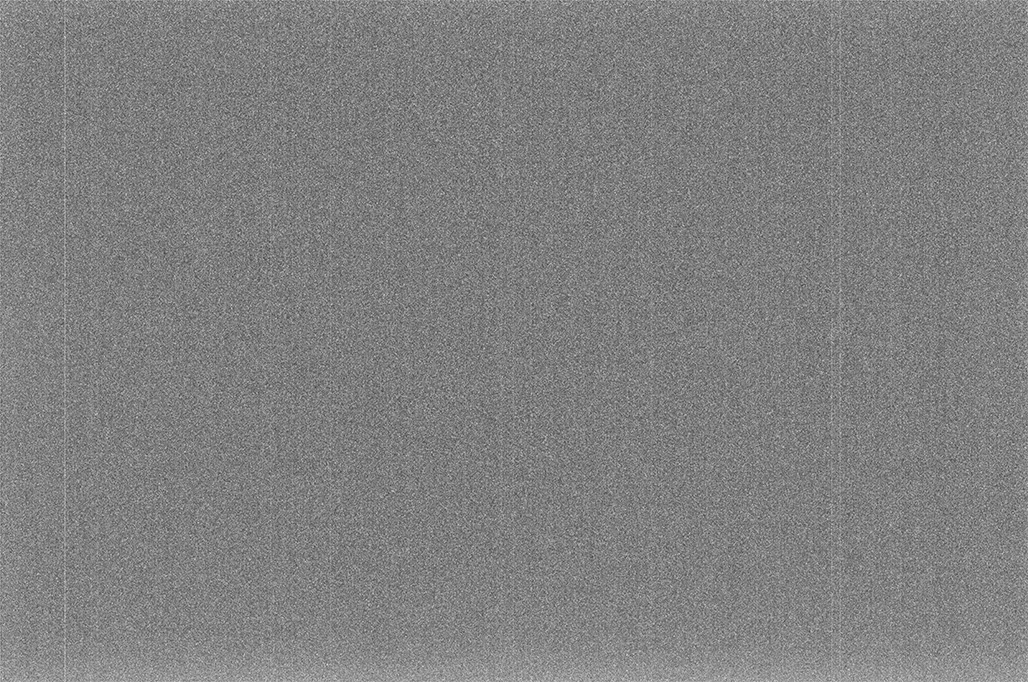
صورة ملتقطة من كاميرا Nikon D300 يظهر الرسم البياني وقد امتد ليُظهر كيف تكون عليه الإشارة الداكنة.

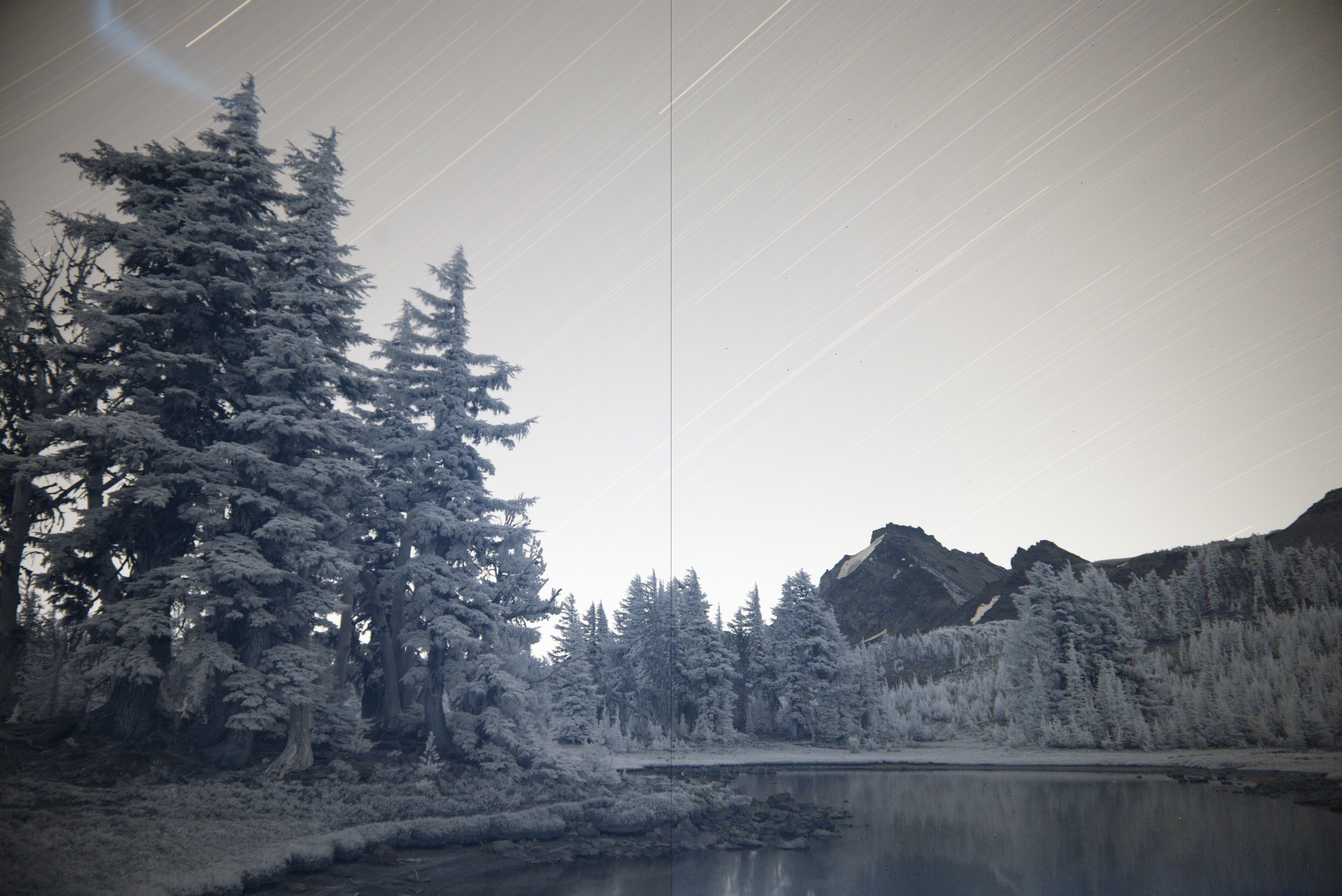
في الجهة اليُسرى أُضيف لها اقتطاع الأطر الداكنة بينما في اليمين مباشرة من صورة الاستشعار

اقتطاع الأطر الداكنة (بالإنجليزية: Dark-frame subtraction)‏ هي تقنية تستخدم في التصوير الضوئي الرقمي لتقليل الضوضاء في الصور الملتقطة بالتعريض الطويل (بالإنجليزية: Long-exposure)‏. تعتمد هذه التقنية على التقاط صورة ثانية أثناء إغلاق مصراع الكاميرا (بالإنجليزية: Camera's shutter)‏؛ أي أن الضوء لا يدخل للكاميرا أثناء التقاط الصورة. هذه الصورة تسمي الإطار الداكن (بالإنجليزية: Dark frame)‏ بعد ذلك يتم اقتطاع الصورة الداكنة من الصورة الأولى، فتكون النتيجة النهائية صورة بتشويش أقل.